# Kakashi Hatake
Kakashi Hatake je jedan od glavnih likova u anime i manga serijama Naruto i "Naruto Shippuden". Njegovo obiteljsko ime "Hatake" može se prevesti na "teren" ili "farma". Ime "Kakashi" znači "strašilo za ptice". Da bude još čudnije, Naruto je koristio strašilo slično Kakashiju za vježbu dan prije prvog ispita Tima 7. Također, kada je Sakura pokušala špijunirati Kakashija kako bi otkrila lice ispod njegove maske, on se zamijenio sa strašilom kako bi je se riješio. Kakashi je veoma popularan lik, dosljedno bivajući među Top 5 u službenom popisu Shonen Jump časopisa. Dvaput je zauzeo 1. mjesto.

## Pozadina
Kakashi je Konohin Jonin te vođa Tima 7, koji se prvotno sastojao od Naruta Uzumakija, Sasukea Uchihe i Sakure Haruno. Poznat je kao Copy ninja Kakashi (コピー忍者のカカシ, Kopī Ninja no Kakashi) ili Sharingan Kakashi (写輪眼のカカシ, Sharingan no Kakashi), što upućuje na Sharingan u njegovom lijevom oku i njegovu uporabu u borbi, što mu omogućava da kopira više od tisuću jutsua. Kakashijev Sharingan nije zapravo njegov; on je prvotno pripadao njegovom prijašnjem kolegi i prijatelju, Obitu Uchihi.
Iako on navodno ima mnogo hobija, njegova je najveća zabava viđena u serijama čitanje "Icha Icha raja" (イチャイチャパラダイス, Icha Icha Paradaisu, doslovno: "Paradis maženja"), odrasle i vjerojatno pornografske novele koju je napisao Jiraiya te koja je za sada bestseller u Naruto svijetu. Kakashi je to istaknuto čitao tijekom treninga i razgovora s Narutom, Sasukeom i Sakurom, a kasnije u serijama je viđen kako čita drugu knjigu, "Icha Icha nasilje" (イチャイチャバイオレンス, Icha Icha Baiorensu, doslovno: "Nasilje maženja").
Kakashi ima tekuće, iako malo jednostrano, suparništvo s Might Guyem; Guy stalno govori kako mu je Kakashi suparnik te ga izaziva po prilici, no Kakashi se jednostavno ponaša ravnodušno prema tome, pri čemu beskrajno dosađuje Guya. Kakashijev je dosadašnji rezultat 49 pobjeda i 50 poraza, iako su zadaci obično tako napravljeni da idu u Guyevu korist. Bez obzira na to, Guy je ponosan na svoj rezultat. Guy služi kao potpuna suprotnost Kakashijevoj osobnosti, pojavi i tehnici. Za razliku od Kakashija, Guy je morao teško raditi da bi uspio kao ninja te uglavnom koristi svoj taijutsu. Kakashi, s druge strane, koristi uglavnom ninjutsu i ostale tehnike koje kopira svojim Sharinganom.
Kakashijev privatni život očito ostaje tajna, jednako kao i lice koje skriva ispod maske većinu svoje ninja karijere. On nema žive obitelji, ili barem one koju želi priznati te je već jednom potvrdio da su svi ljudi koje je volio mrtvi. On se odmah može prepoznati kao sin (ili je zamijenjen s) "Bijelim Očnjakom Konohe" (木ノ葉の白い牙, Konoha no Shiroi Kiba), Sakumom Hatakijem. Iako njegovo lice nikad nije viđeno, u epizodi 101, u kojoj Tim 7 pokušava otkriti Kakashijevo lice, otkriva se kako je on poprilično lijep.
Prema službenoj džepnoj knjižici, njegova je najdraža hrana meso na žaru sa soli i miso juha s jajima. Njegova je najdraža riječ "Teamwork". Njegov hobi je čitanje "Icha Icha raja".

## Povijest
Poput svoga oca, čije su se vještine mogle usporediti s onima Legendarnih Sannina, Kakashija se smatralo genijem jer je završio Ninja Akademiju udobi od 5, a Chunin postao u dobi od 6 godina. Nekoliko godina nakon tih uspjeha Kakashijev je otac osramotio selo napuštajući misiju kako bi spasio svoje kolege, što je skupo stajalo Zemlju Vatre. Zbog srama kojeg je osjećao, Sakumo je počinio samoubojstvo pred Kakashijevim očima. Nakom očeva samoubojstva Kakashi se počeo strogo držati pravila shinobija-naročito onoga koji o govori kako uspjeh misije dolazi prije dobrobiti kolega, što je uzrokovalo da Kakashi postane arogantan i bezhumoran.
U dobi od 13 godina Kakashi je dospio do kategorije Jonina. Kao nagrada za njegov uspjeh, zadano mu je da vodi svoj tim na sbotersku misiju kako bi uništili most u namjeri da zaustave sile Iwagakurea od stupanja u Zemlju Trave, gdje bi lako mogli napasti Konohu. Nedugo nakon početka misije, Kakashijev se tim sukobio s neprijateljskim shinobijem i njegovim klonovima. Kakashi je to vidio kako dobru priliku da isproba svoj novonastali jutsu Jedna tisuća ptica, no nije mogao naći pravog neprijatelja među klonovima. Nakon što je Kakashijevo rame ozlijedio shinobi, Četvrti Hokage ga je morao spasiti. Četvrti je strogo zabranio Kakashiju da upotrebljava taj jutsu jer njegov korisnik nije mogao vidjeti i pripremiti se za neprijateljski napad. Nedugo nakon odlaska Četvrog od tima kako bi mogao otići u frontu, Kakashijevu kolegicu Rin oteo je neprijatelj. Obito ju je htio spasiti, no Kakashi je inzistirao na tome da se usredotoče na misiju, pri tome želeći ne ponoviti istu pogrešku kao svoj otac. Iako je Kakashi vjerovao da moraju izvršiti svoju misiju, Obito ga je na kraju uvjerio da je njegov otac pravo postupio, nakon čega se Kakashi pridružio pokušaju spašavanja.
Tijekom pokušaja spašavanja Rin, Kakashi je izgubio svoje lijevo oko kao rezultat neprijateljskog napada, Kako bi zaštitio Kakashija, Obito je prvi put probudio svoj Sharingan i ubio Kakashijevog napadača. Nedugo nakon Rinina spašavanja, Obito je opet spasio Kakashija od odrona kamenja kojeg je uzrokovao neprijatelj, no pri tome je njegovu cijelu desnu stranu tijela jedan ukliještio. Pošto je umirao, Obito je Rin (Medic-ninu) zamolio da presadi njegovo Sharingan oko u Kakashijevo oštećeno. Nazvao je to darom i time stvorio Copy ninju Kakashija. Kao svoj prvi čin, Kakashi je ubio neprijateljske ninje s Jednom tisućom ptica, sada usavršenom zbog Obitovog Sharingana.
Obitova je smrt potpuno promijenila Kakashija te je on usvojio mnogo njegovih osobina. Jedna od njih je Obitova važnost grupnog rada, koja je najistaknutije viđena u načinu na koji Kakashi ispituje svoj navodno budući tim. On koristi ispit sa zvončićima kako bi studenti počeli raditi grupno te kako bi naučili da se neka pravila ponekad moraju prekršiti. Tim 7 je jedini tim koji je to shvatio i uspio proći ispit. Kakashi također usvaja Obitovu opuštenost i zaboravljanje na vrijem tijekom učestalih posjeta Konohinim mjestima uspomena, koje posjećuje zbog Obita.

## Sposobnosti
Kakashi je najviši rankirani specijalist za tehnike u Konohi te je prema manga knjizi podataka rečeno da je najsnažniji Jonin u selu. On teži pridržavati se uglavnom ninjutsua, iako sa svojim Sharinganom kopira tehnike drugih te ih okreće protiv njih samih. Međutim, on je vješt u svima trima oblicima jutsua, a svoje je vještine genjutsua dokazao u ispitu sa zvončićima s Timom 7. Iako je viđeno malo Kakashijevih vještina u taijutsuu, Naruto je rekao kako je on vještiji od Rock Leeja, koji je veoma dobar u tome. Kakashijeva je chakra očito elementa munje, kao što je pokazano bezbroj puta u serijama. Čak je to povrdio tijekom svog treninga s Narutom.
Kakashi ima svoj vlastiti čopor ninkena ("ninja pasa"), koje u borbu zove Tehnikom pozivanja. Psa je vjerojatno trenirao Kakashi, a najmanji od njih, Pakkun, može čak i govoriti. On pse koristi obično u svrhe praćenja i traženja osobe, no oni se mogu koristiti i za napad, kao što je viđeno u borbi sa Zabuzom Momochijem, gdje ih je iskoristio da pronađu Zabuzu u magli prateći njegov miris ili miris Kakashijeve krvi na njegovu maču kroz tlo.
Iako je Kakashi većinu jutsua kopirao, njegov je nasnažiji jutsu njegova jedna i jedina kreacija: Jedna tisuća ptica, chakra kugla elementa munje koja se drži u jednoj ruci i može ubiti u jednom potezu. Kakashijeva se sadašnja verzija zove Oštrica munje, jer je rečeno da je njome presjekao munju. Ta je verzija snažnija i traži veću kontrolu chakre te tako nastaju dvije različite, no ipak slične tehnike. Dok taj jutsu ima slabost jer ostavlja korisnika otvorenim za neprijateljske napade, Kakashijev Sharingan oko mu omogućava da tu slabost preskoči.
Kakashiju njegovo Sharingan oko daje značajnu prednost u borbi, pošto može kopirati tehnike neprijatelja i rabiti ih kao svoje vlastite, kao što može besprijekorno pratiti i predvidjeti pokrete svog protivnika. Uz to, on može čak kopirati jutsu kojeg protivnik nije iskoristio zbog Sharinganove hipnoze i dodatnih sposobnosti. Međutim, zato što je to transplantirano oko, njegov je Sharingan uvijek aktiviran. Za razliku od Uchihe, njegova ne-Uchiha krv uzrokuje da mu troši mnogo više chakre no što bi trebao. Zbog toga on ga uvijek pokriva svojim štitnikom čela te ga rabi samo u najopasnijim borbama. Kakashijeva uporaba Sharingana je gotovo jednako dobra kao ona Itachija Uchihe, iako ga njegovi već prije spomenuti hendikepi, uzrokovani prirodom Sharingana, čine slabijim u usporedbi.
U II. dijelu Kakashi je stvorio svoju vlastitu verziju Mangekyo Sharingana, koji se ponaša drugačije od Itachijevog. S njime može manipulirati mjestom i vremenom te ga s fokusiranjem može upotrijebiti i kao dalekometni napad. U svojo prvoj pojavi uspio je odsjeći Deidarinu desnu ruku. Nakon toga, kada je Deidarin klon htio eksplodirati i uništiti samoga sebe te sve u svojoj blizini, Kakashi je upotrijebio svoj Mangekyo Sharingan kako bi klona poslao u drugu dimenziju. Mangekyo Sharingan značajno slabi Kakshija te je on nakon dvije njegove uporabe bio tjednima u bolnici.

## Drugi dio
Nakon dvije i pol godine Kakashijeva se narav skoro pa uopće nije promijenila. On formira tim s Narutom i Sakurom. Međutim, njihova veza sada više nije učitelj-student, već su jednaki kolege.
Kakashi odlučuje ispitati Narutove i Sakurine vještine u još jednoj vježbi sa zvončićima, identičnoj onoj koju su prošli sa Sasukeom. Ovaj će put, međutim, zadatak biti stvarno Kakashiju oduzeti zvončiće te će on koristiti i svoj Sharingan. U vježbi se otkriva da su se Naruto i Sakura tijekom godina znatno poboljšali. Čak su se okoristili Kakashijevoj sklonosti prema "Icha Icha" seriji knjiga. Tijekom ispita Naruto je pokušao uništiti kraj najnovije knjige iz te serije koju mu je dao nedugo nakon svog povratka u selo. Kakashi je zbog toga bio prisiljen pokriti svoje uši i oči, pošto je svojim Sharinganom mogao pročitati pokrete usni, što su Naruto i Sakura iskoristili da mu ukradu zvončiće.